# Klaske Hofstee
Klaske Hofstee (Hommerts, 15 mei 1968) is een Nederlandse fondsenwerver die zich vanaf 2007 fulltime inzet voor meer aandacht en geld voor onderzoek naar genezing van hersentumoren. Daarnaast start en financiert zij door middel van de door haar daarvoor opgerichte stichting STOPhersentumoren.nl tal van internationale wetenschappelijke onderzoeken op dit gebied. Hofstee richt zich naast Nederland vooral ook op internationale samenwerking op het gebied van deze vorm van kanker.  

## Levensloop
Hofstee groeide op in Oppenhuizen, een klein dorpje in Friesland. Na de HAVO te hebben gehaald studeerde zij gezondheidswetenschappen aan de Noordelijke Hogeschool te Leeuwarden. Bij de man van Hofstee, werd op 20 juli 2007 hersenkanker geconstateerd. Hij werd zonder behandeling naar huis gestuurd en kreeg een gemiddelde van 5 jaar te overleven na diagnose mee, omdat er geen genezende behandeling voor hersenkanker voorhanden is. Hofstee kon zich met deze boodschap niet verenigen en richtte zes weken na de diagnose op 5 september 2007 de stichting STOPhersentumoren.nl op.
Sinds 2008 reikt Hofstee de “STOPbraintumors Award” uit, een beeldje met een geldprijs, om jonge onderzoekers te stimuleren in het vakgebied neuro-oncologie te blijven. 
In 2020 stond het aantal hersentumoronderzoeken wat Hofstee met haar stichting heeft gefinancierd op 62 stuks, en hebben daarnaast het VUmc, UMCU en ErasmusMC extra gelden ontvangen om hun hersentumorlaboratoria uit te breiden. Bij de conferentie WHO’s Next in 2014 te Haarlem bracht Hofstee 27 topwetenschappers, neuro-patholoog anatomen, uit 25 landen bij elkaar, om de WHO-classificatie hersentumoren te herzien. In 2016 is de WHO-classificatie hierdoor mondiaal aangepast.
Hofstee ontving op 8 februari 2010 de Gouden Heldenpenning van RTV Utrecht wegens haar verkiezing tot Held uit het hart 2009; bij dezelfde gelegenheid ontving zij de Legpenning van de Commissaris van de Koningin te Utrecht voor haar werkzaamheden in de strijd tegen hersenkanker. In 2011 kreeg ze daarvoor van de TROS de Gouden opsteker. Op 5 september 2017 ontving ze uit handen van Frits Naafs de koninklijke onderscheiding tot Officier in de Orde van Oranje Nassau, voor haar internationale verdiensten binnen de neuro-oncologie. Op 28 februari 2018 kreeg Hofstee de Zeldzame Engel Award. Deze werd uitgereikt door de VSOP aan mensen die zich bijzonder in hebben gezet voor één of meer zeldzame aandoeningen.

## Publicaties
- 1500 Hoofdzaken. Uitgeverij Stichting STOPhersentumoren.nl, uitgifte jaar 2010. ISBN 9789090251912
- Joost en het gemene spookje. Uitgeverij Stichting STOPhersentumoren.nl, uitgifte jaar 2011. ISBN 9789081803502
- Hersentumormagazine “Over leven met een hersentumor”. Uitgeverij Stichting STOPhersentumoren.nl, uitgifte jaar 2018